# Бил Демонг
Бил Демонг (на английски: Bill Demong) е американски състезател по северна комбинация, олимпийски шампион от голяма шанца от Олимпиадата във Ванкувър през 2010 г.

## Спортна кариера
Демонг се състезава за Световната купа от 1997 г. Първата му победа за Световната купа е през 2002 г. в Либерец, Чехия. В следващите години не печели нито едно състезание, докато в края на сезон 2006/2007 печели кръга в Лахти, Финландия. През същия сезон печели и сребърен медал от малка шанца на световното първенство в Сапоро, Япония.
През сезон 2008/2009 печели пет кръга от Световната купа и златен и бронзов медал от голяма и малка шанца на световното първенство в Либерец, Чехия.
В края на сезон 2009/2010 има общо осем победи за Световната купа в кариерата си.
През 2010 г. печели златния медал от голяма шанца на Зимните олимпийски игри във Ванкувър. Това го прави първият състезател на САЩ, който печели златен медал от северните дисциплини на зимни олимпийски игри.